# Jan de Jong
Jan de Jong es un deportista neerlandés que compitió en vela en la clase Finn. Ganó dos medallas en el Campeonato Europeo de Finn, oro en 1959 y bronce en 1962.

## Palmarés internacional
| Campeonato Europeo | Campeonato Europeo | Campeonato Europeo | Campeonato Europeo |
| Año                | Lugar              | Medalla            | Clase              |
| ------------------ | ------------------ | ------------------ | ------------------ |
| 1959               | Lago Sils (Suiza)  | Medalla de oro     | Finn               |
| 1962               | Kiel (RFA)         | Medalla de bronce  | Finn               |